# JOIDES Resolution

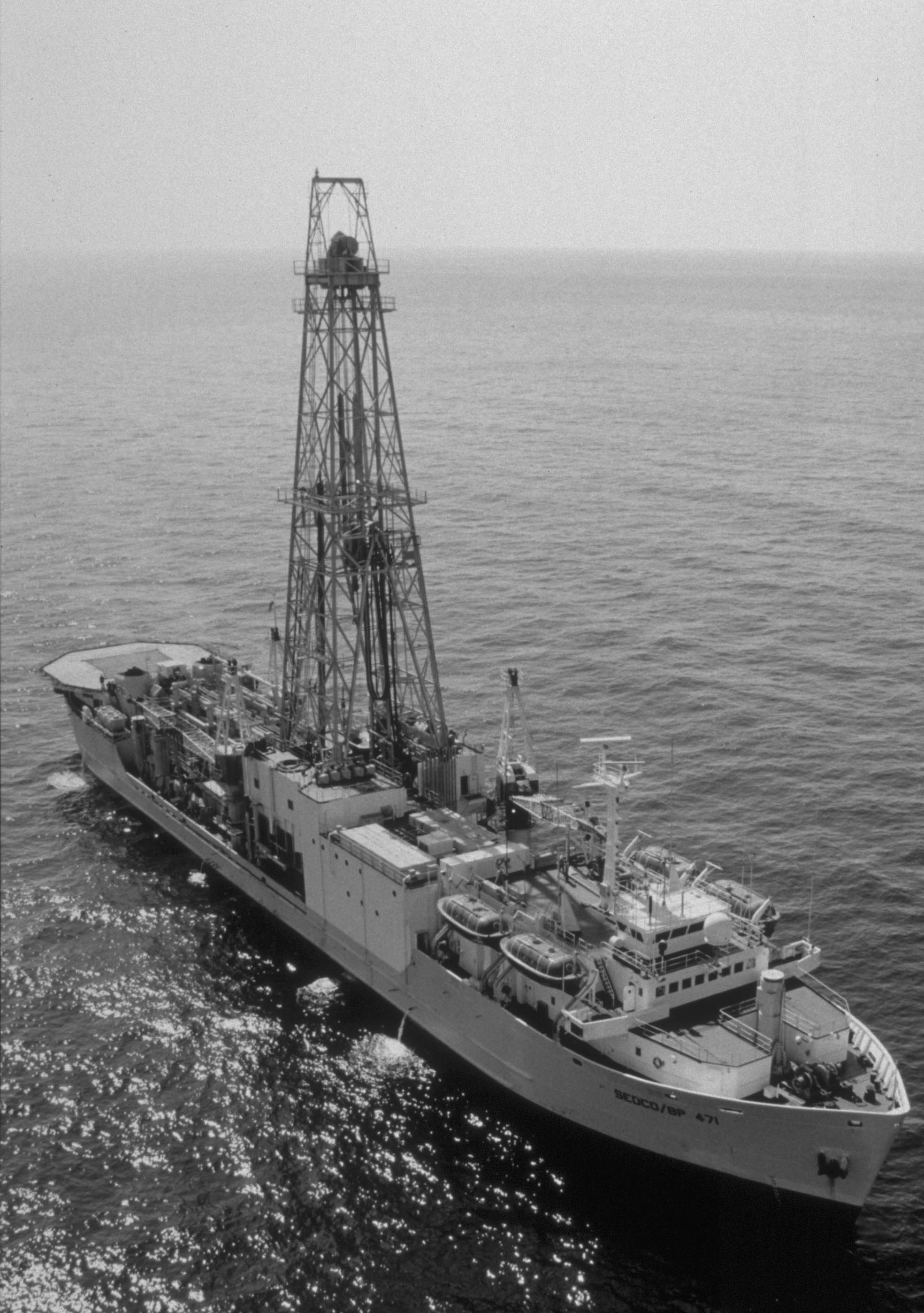
Le JOIDES Resolution

Le JOIDES Resolution (de l'anglais Joint Oceanographic Institutions for Deep Earth Sampling) est un bateau de recherche scientifique utilisé comme navire de forage en mer dans le cadre du programme Integrated Ocean Drilling Program (IODP) successeur des programmes Ocean Drilling Program et Deep Sea Drilling Project (en).
Avant d'être reconverti en vaisseau de recherche purement scientifique sous le nom de JOIDES resolution, le bateau fut d'abord lancé en 1978 sous le nom de Sedco/BP 471, après sa construction à Halifax.
Unique en son genre, il est spécialement équipé pour les forages carottés profonds en pleine mer. IODP organise jusqu'à six expéditions de forage par an. Chaque expédition dure deux mois et répond à un projet scientifique spécifique. Environ 30 scientifiques des pays participants sont engagés sur chaque expédition pour effectuer des observations et analyses systématiques et préparer les recherches avancées sur les carottes.
Le bateau fait 144 m de long, et il est surmonté d'un derrick de 60 m qui lui permet de mettre bout à bout jusqu'à 9 000 m de tubes. Il est stabilisé par douze moteurs commandés par ordinateur sur la base d'informations de positionnement reçues de satellites. Il a foré le fond océanique jusqu'à 2 000 m sous une couche d'eau pouvant atteindre 7 000 m.
Au printemps 2011, il effectue un forage dans le Pacifique Est, à la suite de trois expéditions sur le même site en 2002 et 2005.